# 名古屋港サイクリングロード

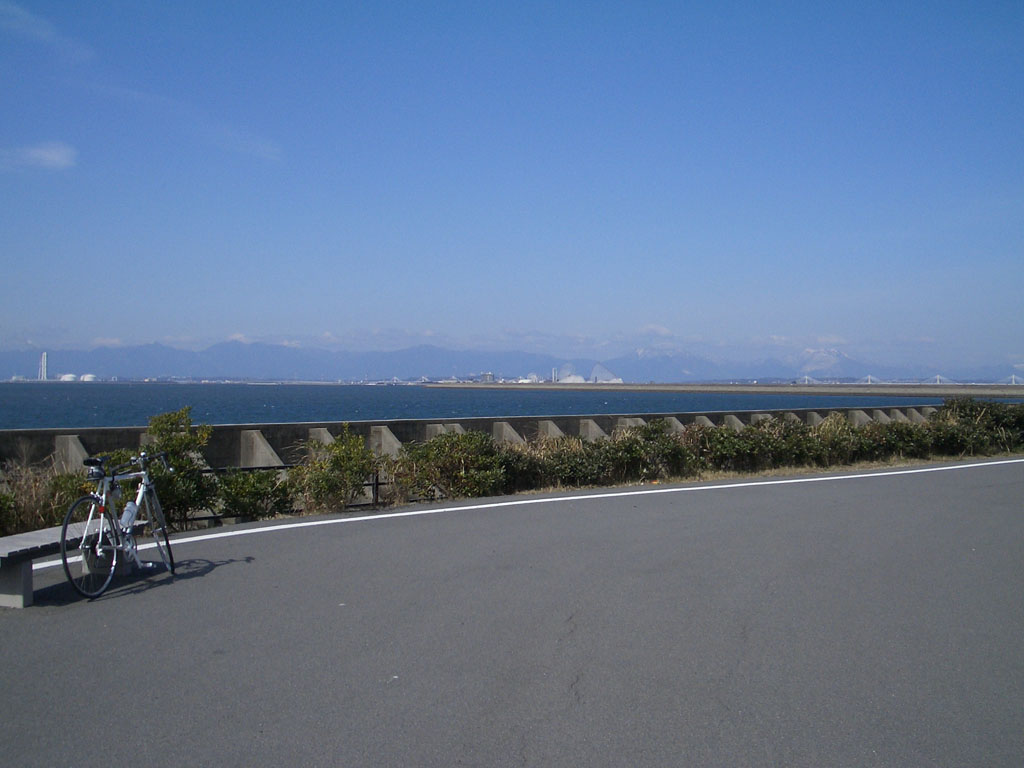
サイクリングロード南端、木曽川河口にて撮影。対岸にナガシマスパーランドを望む。

名古屋港サイクリングロード（なごやこうサイクリングロード）は、愛知県弥富市にある自転車道である。

## 概要
名古屋港サイクリングロードは富浜緑地とウッドフレンズ名古屋港ゴルフ倶楽部の外周及び楠緑地を縦断する、全長約17.7kmに渡って整備された自転車専用道路である。
富浜緑地では3月から11月までの土曜日・日曜日・祝日に自転車の貸し出しもされており、緑地を訪れた人が気軽にサイクリングを楽しむことが出来る環境が整っている。
その自転車貸出所がある富浜緑地管理棟を起点として南西方向がウッドフレンズ名古屋港ゴルフ倶楽部の外周を回る約6.7kmの周遊コースであり、北東方向が楠緑地を縦断する往復約11kmのコースとなっている。
富浜緑地内はツツジ、サザンカなどの花木に、楠緑地内は桜並木や黒松並木に囲まれており、野鳥が散見される緑豊かなコースとなっている。
ウッドフレンズ名古屋港ゴルフ倶楽部外周コースでは伊勢湾を一望できる。対岸にはナガシマスパーランドを望むことができる。案内板も多く設置されてある。路面の状態は良好である。
各所に休憩所が設置されてある。のんびりとサイクリングを楽しむことが出来るように配慮されている。

### 路線データ
- 起点：愛知県弥富市富浜
- 総延長：17.7km

## 地理

### 通過市町村
- 弥富市

### 交差する主な道路
- 伊勢湾岸自動車道

### 沿線の休憩施設
- 富浜緑地管理棟
- ウッドフレンズ名古屋港ゴルフ倶楽部クラブハウス
- 各所に休憩所

### 沿線の観光名所・施設
- 富浜緑地
- 楠緑地
- 愛知県弥富野鳥園
- ウッドフレンズ名古屋港ゴルフ倶楽部

## 走行上の注意
- コース内は全て左側通行である。
- 駐車場や施設への歩道をまたぐ箇所には歩行者の安全のためポールや柵が設置されている。
- 富浜緑地と楠緑地は水路で隔たっており、サイクリングロードが分断された箇所は一般の歩道を走行する必要がある。
- 楠緑地内は時期にもよるが落ち葉や枯れ枝が多く、また路面の状態も悪い。